# Rolf Liberman
Rolf Liberman (engl. Rolf Liebermann, 14. septembar 1910. - 2. januar 1999) bio je švajcarski kompozitor i muzički administrator. Bio je i umetnički direktor Hamburške državne opere od 1959. do 1973. i ponovo od 1985. do 1988. godine. Takođe je bio umetnički direktor Pariske opere od 1973. do 1980. godine.

## Život
Liberman je rođen u Cirihu, a studirao je kompoziciju i dirigovanje kod Hermana Šerhena u Budimpešti i Beču 1930-ih. Njegova klasična muzika često kombinuje bezbroj stilova i tehnika, uključujući i one iz barokne, klasične i dvanaesttonske muzike.
Tokom svog mandata u Hamburgu (1959-1973), naručio je 24 nove opere, uključujući i "The Devils" od Kristofa Pendereckog, "Der Prinz von Homburg" od Hansa Vernera Henzeaa i "Help, Help, the Globolinks!" od Đana Karla Menotija. 
U međuvremenu je bio direktor Pariske opere od 1973. do 1980. godine. Bio je predsjednik žirija prve Pesme Evrovizije 1956. godine, te je bio odgovoran je za moderiranje i finaliziranje rezultata sedam međunarodnih žirija koji su ocjenjivali konkurenciju.
Godine 1989. je bio šef žirija na Berlinskom međunarodnom filmskom festivalu.
Umro je u Parizu, u 88. godini života.